# 23327 Luchernandez
23327 Luchernandez è un asteroide della fascia principale. Scoperto nel 2001, presenta un'orbita caratterizzata da un semiasse maggiore pari a 2,3368466 UA e da un'eccentricità di 0,1115418, inclinata di 5,75546° rispetto all'eclittica.